# Lipotropina
La lipotropina (LPH) è un ormone di natura polipeptidica, secreto dall' ipofisi anteriore. Deriva dal clivaggio del pre-ormone proopiomelanocortina (POMC), che origina la β-lipotropina (β-LPH) e l'ormone adrenocorticotropo (ACTH). Dal clivaggio della stessa β-lipotropina sono ottenuti la γ-lipotropina (γ-LPH) e la β endorfina.
Essa agisce in seguito al legame con un recettore di membrana sulla cellula bersaglio, stimolando il catabolismo dei lipidi di riserva; è attiva principalmente sugli adipociti e sugli epatociti, regolando la lipolisi e la steroidogenesi.